# Saadia (film)
Pour les articles homonymes, voir Saadia (homonymie).
Pour plus de détails, voir Fiche technique et Distribution.
Saadia est un film américain réalisé par Albert Lewin, sorti en 1953.

## Synopsis
Henrik, médecin français installé dans une région reculée du Maroc, a pour ami le caïd local, Si Lahssen. Ce dernier le présente aux habitants d'un village où règnent encore de vieilles superstitions, entretenues par la « sorcière » Fatima. Un des villageois, Moha, demande au médecin de soigner sa fille, Saadia, victime d'un mal indéfinissable. Une fois la jeune femme guérie, Henrik, qui est tombé amoureux d'elle, l'engage à ses côtés, afin qu'elle l'aide au dispensaire où il travaille. Mais une bande de pillards attaque le village. Saadia, animée par l'esprit de sacrifice, parvient à tuer leur chef, avant que des troupes françaises arrivent pour rétablir l'ordre. Si Lahssen, blessé, est opéré par Henrik qui découvre que le caïd est lui aussi épris de Saadia, qui l'aime en retour. Henrik décide alors de renoncer à la belle Marocaine.

## Fiche technique
- Titre original et français : Saadia
- Réalisateur, producteur et scénariste : Albert Lewin, d'après le roman Échec au destin / Saadia[1] de Francis d'Autheville
- Musique : Bronislau Kaper
- Directeur de la photographie : Christopher Challis
- Cadreur : Arthur Ibbetson
- Directeur artistique : John Hawkesworth (en)
- Son : Tony Leenhardt
- Montage : Harold F. Kress
- Société de production : Metro-Goldwyn-Mayer
- Tournage : Maroc, Marrakech, Tiznit, Tafraout, Goulimine
- Pays d'origine :  États-Unis
- Genre : Drame
- Format : Couleur (Technicolor) - 35 mm - 1,37:1 - mono (Western Electric Sound System), stéréo
- Durée : 82 min
- Dates de sorties : États-Unis, décembre 1953 ; France, 13 mai 1955

## Distribution
- Cornel Wilde : le caïd Si Lahssen
- Mel Ferrer : Henrik
- Rita Gam : Saadia
- Michel Simon : le chef rebelle Bou Rezza
- Cyril Cusack : Khadir
- Wanda Rotha : Fatima
- Marcel Poncin : Moha
- Anthony Marlowe[2] : le capitaine Sabert
- Hélène Vallier : Zoubida
- Jacques Dufilho : le chef des bandits
- Bernard Farrel : le lieutenant Camuzac
- Richard Johnson : le lieutenant Girard
- Peter Copley (en) : le chef Mokhazenis
- Marne Maitland : le marchand de chevaux
- Eddie Leslie (en) (crédité Edward Leslie) : un villageois
- Harold Kasket : le cheikh d'Inimert
- Peter Bull : le chef du village
- Mahjoub Ben Brahim : Ahmed
- Abdallah Mennebhi : Brahim

## Appréciation
« Malgré quelques images bien venues, une intelligente utilisation des cadres qui ne sentaient ni le stuc ni les perspectives de studio, le film manqua d'une totale conviction et, en outre, les acteurs furent fort mal dirigés. »

— Pierre Boulanger, Le Cinéma colonial, Éditions Seghers, 1975